# برنات كلاين
برنات كلاين هو مصمم نسيج ‏ ورسام صربي، ولد في 1922 في زينتا في صربيا، وتوفي في 17 أبريل 2014 في Scottish Borders ‏ في المملكة المتحدة.